# Nintendo Wars
 (octobre 2019).
Si vous disposez d'ouvrages ou d'articles de référence ou si vous connaissez des sites web de qualité traitant du thème abordé ici, merci de compléter l'article en donnant les références utiles à sa vérifiabilité et en les liant à la section « Notes et références ».
Nintendo Wars est une série de jeux vidéo de stratégie développée par Intelligent Systems pour Nintendo. Apparue pour la première fois en 1988 sur Famicom au Japon, elle a par la suite été présente sur quasiment tous les supports de la firme. Malgré sa popularité dans l'archipel nippon, cette série n'est arrivée en Occident qu'en 2002 avec le premier épisode Game Boy Advance, Advance Wars.

## Caractéristiques de la série
La série Nintendo Wars est composée de jeux de stratégie parodiques basés sur un contexte moderne et un univers coloré et schématique. Chaque titre de la série porte le nom de la console qui l'accueille, exception faite d'Advance Wars DS (appelé au Japon Famicom Wars DS: Battle for Omega Land) où « DS » ne représente pas le nom de la console mais signifie Dual Strike (traduit en français par « Double Offensive »).

## Mécanismes généraux
Dans Nintendo Wars, le joueur doit exclusivement mener des batailles. Pour cela, il dispose d'unités et/ou de bases pour en déployer et doit remplir les objectifs fixés dans chaque bataille.

### Champ de bataille
Celui-est constitué d'une grille servant de référentiel pour les déplacements et les portées de chaque unité. Chaque case de la grille est occupé par un terrain unique et ne peut être occupée que par une seule unité. Les terrains sont souvent placés de manière à former un environnement réaliste qui évoque un vrai champ de bataille. Ainsi, les cases occupés par un terrain rivière sont habituellement juxtaposées les unes aux autres de manière à relier une zone où sont concentrés des terrains montagne à une autre zone où se trouvent exclusivement des cases mer. Cependant, il est possible de créer et il existe des cartes où les terrains sont uniquement disposés à des fins stratégiques. En effet, la nature du terrain d'une case influence directement l'unité qui se trouve dessus par le biais de la couverture défensive. Ainsi, une unité se trouvant sur une route se verra infliger beaucoup plus de blessures que si elle était dans une forêt. Une unité se trouvant sur une ville qui lui appartient sera automatiquement réparée de deux PV au début de son tour. Et enfin, les déplacements sont directement influencés par le terrain: un véhicule sur roues par exemple ira quatre fois moins vite en forêt que sur la route.

### Combats
Le système de combats a été plusieurs fois modifié selon les opus de la série. Néanmoins il s'agit pour la plupart du système classique de déplacement par case au tour par tour, initié par la série Fire Emblem, elle aussi développée par Intelligent Systems.
Les épisodes en 3D, se rapprochent plus des jeux de stratégie en temps réel mais sans la gestion des ressources.

## Épisodes de la série
Lorsque cela n'est pas précisé, le jeu est développé par Intelligent Systems.
- Famicom Wars (Famicom, 1988) : Famicom Wars est le premier jeu de la série. Il est sorti uniquement au Japon le 12 août 1988. Il a posé les bases de tous les épisodes suivants. Le jeu comprend 15 cartes pouvant être jouées soit par les Red Star soit par les Blue Moon, plus 2 cartes cachées.
- Game Boy Wars (Game Boy, 1991) : Second épisode de la série mais premier à être réalisé sur une console portable. Il est sorti au Japon le 21 mai 1991.
- Game Boy Wars Turbo (Game Boy, 1997) : Sorti au Japon le 24 juin 1997. C'est Hudson Soft qui développe cet épisode dans la continuité du précédent. Il comprend de nouvelles cartes, un meilleur usage du hardware et une IA (intelligence artificielle) plus travaillée.
- Game Boy Wars 2 (Game Boy Color, 1998) : Toujours développé par Hudson Soft et disponible au Japon le 20 novembre 1998, cet opus voit l'apparition de la couleur, comporte de nouvelles cartes et des animations plus rapides. Dans cette opus, l'artillerie B n'est pas présente.
- Super Famicom Wars (Super Famicom, 1998) : L'un des derniers jeux Super Famicom disponible le 1er mai 1998 au Japon. Intelligent Systems reprend les rênes de la série dans cet opus qui abandonne la jouabilité des épisodes sur Game Boy pour reprendre celle du premier opus. Les graphismes et la bande sonore sont dignes de la Super Famicom. Il est possible de jouer à 4.
- Game Boy Wars 3 (Game Boy Color, 2001) : Sorti très tard dans la vie de la Game Boy Color, le 30 août 2001, cet opus aurait dû s'intituler Game Boy Wars Pocket Tactics et le développement avait été commencé par Intelligent Systems. Finalement, c'est Hudson Soft qui le termina.
- Advance Wars (Game Boy Advance, 2001) : Cet opus reprend les bases de la jouabilité de Super Famicom Wars tout en faisant évoluer son gameplay : le ton en effet est beaucoup moins enfantin et les mécanismes du jeu sont réglés pour que le jeu soit le plus agréable possible à jouer. Il s'agit du premier opus à être diffusé hors du Japon et celui qui apporta la consécration à la série.
- Advance Wars 2: Black Hole Rising (Game Boy Advance, 2003) : Il s'agit de la suite scénaristique directe de Advance Wars. Très peu de modification ont été apportées à la jouabilité. Cependant quelques modifications graphiques ont rendu le jeu plus mature.
- Game Boy Wars Advance 1+2 (Game Boy Advance, 2004) : C'est une compilation de Advance Wars et Advance Wars 2 dans une même cartouche sortie uniquement au Japon le 25 novembre 2004. Il s'agit de la première sortie du premier jeu Advance Wars au Japon. Quelques points varient par rapport aux titres originaux. Nell par exemple, porte une tenue plus légère et Olaf est coiffé d'un chapeau de Père Noël. Le jeu a également bénéficié d'une campagne de publicité télévisée, ce qui n'était pas le cas en Europe.
- Advance Wars: Dual Strike (Nintendo DS, 2005) : Ce jeu poursuit le scénario commencé dans Advance Wars puis Advance Wars 2. Il profite de très nombreuses modifications de jouabilité grâce à l'apport de nouvelles unités totalement originales qui modifient totalement les mécanismes du jeu. Le gameplay évolue encore davantage vers la maturité avec un style graphique recherché et original mais également vers une sophistication parfois exagérée qui a fini par nuire au plaisir de jeu par de trop nombreux nouveaux paramètres à gérer.
- Battalion Wars (GameCube, 2005) : Cet épisode (qui avait pour nom de code Advance Wars: Under Fire) est le premier à être réalisé en 3D. Il est développé par Kuju Entertainment. Il tranche complètement avec la série classique par son système de combat en temps réel, rappelant certains STR mais sans la gestion des ressources. Le joueur peut au choix contrôler plusieurs groupes de soldats ou véhicules ou bien prendre directement le contrôle de l'une de ses unités.
- Battalion Wars 2 (Wii, 2007) : Dans la continuité du précédent opus. À noter l'apparition d'un mode online et d'unités marines. Comme le précédent opus de la série dérivée, il est développé par Kuju Entertainment.
- Advance Wars: Dark Conflict (Nintendo DS, 2008) : Deuxième épisode sur Nintendo DS, il apporte un renouveau total à la série, avec un scénario entièrement revu ainsi que des personnages, des décors, et des unités différentes. Le principe de base du jeu lui ne change pas, et on retrouve la plupart des mécanismes et unités présentes dans les opus précédents. Le jeu tente de corriger les déséquilibres de l'épisode précédent, en supprimant les pouvoirs superflus et les unités trop puissantes. La vue isométrique a elle aussi été retirée afin de gagner en visibilité et confort de jeu.
- Advance Wars 1+2: Re-Boot Camp (Nintendo Switch, 2023) : Remake des 2 premiers opus Advance Wars développé par WayForward[1].

### Annulé
- 64 Wars aurait dû être l'opus Nintendo 64 de la série développé par Hudson Soft. Il était censé reprendre le gameplay de Super Famicom Wars tout en proposant les améliorations graphiques de la console 64 bits.[réf. nécessaire]